# Maria Theiner
Maria Theiner, Ehename Maria Theiner-Haimel, (* 1980 in Steyr) ist eine österreichische Journalistin, Hörfunk- und Fernsehmoderatorin.

## Karriere
1999 legte Theiner in Steyr ihre Matura ab und übersiedelte nach Wien, wo sie einige Semester Publizistik und Romanistik (Französisch) studierte.
Ab 2000 arbeitete sie für verschiedene Radiosender und seit 2004 ist sie Moderatorin bei Radio Oberösterreich. Abwechselnd mit Günther Madlberger tourt sie in den Sommermonaten durch Oberösterreich, gelegentlich auch durch die Grenzgemeinden, die bereits in den Nachbarbundesländern Niederösterreich, Steiermark und Salzburg liegen und selten auch über die Landesgrenze nach Bayern und Tschechien und stellt in der Sendung Mein Sommerradio Ausflugstipps, die Geschichte des Tourstopps und außergewöhnliche Menschen aus der jeweiligen Region vor. Da es in den Sommern 2020 und 2021 aufgrund der Auswirkungen der COVID-19-Pandemie keine Außensendungen gab, war Theiner als Reporterin in den Orten, die vorgestellt wurden und als Moderatorin im Studio tätig.
Vertretungsweise präsentierte sie im Februar 2021 erstmals die Morgensendung Guten Morgen Oberösterreich.
Seit Mai 2023 moderiert Theiner abwechselnd mit Joe Daxbacher und Jutta Mocuba die Gesprächssendung Linzer Torte.
Im Fernsehen präsentiert Theiner seit 2013 die tägliche regionale Fernsehsendung Oberösterreich heute. 2017 und 2018 moderierte sie den Linzer Eiszauber. Seit Februar 2018 ist sie zusätzlich Co-Moderatorin in den Oberösterreich-Wochen von Guten Morgen Österreich.
Im Februar 2022 war sie kurz in der 2. Episode von SOKO Linz zu sehen.

## Privates
Maria Theiner ist verheiratet. Als Fremdsprachen spricht sie Englisch und Französisch.